# شوشة نقة
شوشة نقة هي قرية تابعة لمعتمدية سوق الأحد من ولاية قبلي بالجنوب التونسي. وتقع شرقي قرية نقة وجنوبي مركز المعتمدية. أحدثت هذه القرية في منتصف ثمانينات القرن العشرين، وينحدر سكانها أساسا من عرش المهاملة. وتوجد بها مدرسة ابتدائية. وهي تعتمد في اقتصادها أساسا على غراسة النخيل.